# Авка
Авка або Ока (англ. Awka) — місто і район місцевого управління в південно-східній частині Нігерії, адміністративний центр штату Анамбра.

## Географія
Місто знаходиться в південно-західній частині штату, на схід від річки Нігер, на висоті 135 метрів над рівнем моря .
Авка розташована на відстані приблизно 311 кілометрів на південний захід (SSW) від  Абуджі, столиці країни.

## Населення
За даними перепису 1991 року чисельність населення Авки становила 104 682 осіб .
Динаміка чисельності населення міста за роками:
| 1991    | 2012   |
| ------- | ------ |
| 104 682 | 98 366 |

В етнічному складі населення переважають представники народу ігбо.

## Транспорт
Найближчий аеропорт розташований в місті Енугу .